# Catapyrgus
Catapyrgus is een geslacht van weekdieren uit de klasse van de Gastropoda (slakken).

## Soorten
- Catapyrgus fraterculus Haase, 2008
- Catapyrgus matapango Haase, 2008
- Catapyrgus sororius Haase, 2008
- Catapyrgus spelaeus Climo, 1974